# 黑雨 (美国电影)
《黑雨》（英語：Black Rain）是一部1989年美國動作劇情片，由雷利·史考特執導，克雷格·波洛丁與華倫·路易斯編劇，主演包含邁克爾·道格拉斯、安迪·加西亞、高仓健和凯特·卡普肖。本片的主角是美國警探尼克（道格拉斯飾演），他與搭檔查理（加西亞飾演）奉命將在美國犯罪的日本極道成員佐藤（松田優作飾演）送回日本，卻被設計而讓佐藤跑了。兩人在日本警部補松本正博（高仓健飾演）的監督下留在日本，面臨文化差異的同時試圖將佐藤繩之以法。
本片出自一部原創劇本，故事中對日美互動的描繪令史考特和道格拉斯備感興趣。在選定本片的舞台時，史考特認為大阪比東京或京都更符合本片對日本風格的要求。受到1988年美国编剧协会大罢工影響，本片延期了四個月才開拍，最終於1989年10月至隔年3月間完成拍攝。片中的日本場景原先計畫在日本就地拍完，但劇組難以在日本當局的要求下工作，最終提早一個月離開，並想辦法在美國補拍一些場景。本片的配樂由漢斯·季默操刀，其中一首曲子出自坂本龍一之手。
本片於1989年9月22日在美國上映，影評人給出褒貶不一的評價，電影的視覺呈現獲得讚賞，配角演出頗受好評，相較之下劇情則主要受到負評。本片蟬連三週全美週末票房冠軍，並是日本該年度票房第五高的外國電影，全球票房總計約1.34億美元。本片在第62届奥斯卡金像奖上獲提名最佳音響和最佳音效剪輯，並入圍日本電影學院獎最佳外語片獎。本片於上映隔年推出VHS，DVD和藍光光碟則分別於1999年和2007年首發。

## 劇情
尼克是纽约市警察局的一名老練警探，因為缺錢養家而偷拿毒販的贓款，遭到上級盯上。他的搭檔查理個性天真，很崇拜尼克。一天，兩人在餐廳用餐時，日本極道佐藤和其他幫派份子交易，拿走了一物並在大庭廣眾下開槍殺掉對方，尼克追上並將佐藤逮捕。佐藤在日本也是要犯，日本要求必須將他押送回國，不能在美國審判。尼克受到佐藤的挑釁而憤恨難耐。
在大阪的機場，佐藤的同夥假扮成日本警察，將佐藤領走。尼克堅持要抓到佐藤，和查理留在日本和大阪警方合作。兩人被要求當觀察員，個性一板一眼的警部補松本正博奉命陪同兩人。一家夜總會裡發生了命案，是佐藤所為。夜總會的美國女郎佳思告訴尼克，極道內部出現惡鬥，佐藤正在與首領菅井爭奪勢力。在突擊一個佐藤據點的行動中，尼克默默拿走幾張美元鈔票，被松本注意到。尼克向松本解釋那些是偽鈔，並推理出幫派們爭奪之物可能就是偽鈔模板。
之後查理和松本在夜總會玩得很開心，但散會後查理被極道襲擊，尼克眼睜睜看著查理被斬首而無能為力。松本向尼克表示哀悼，並願意全力幫忙搜查。尼克和松本找到菅井在煉鐵廠的秘密據點，佐藤正在和菅井談話。佐藤和菅井分別持有正反各一面的模板，佐藤以手中的模板為籌碼，要求得到組長（日语： Oyabun）的地位，雙方不歡而散。尼克與佐藤等人展開槍戰，佐藤逃脫，尼克被日本警方逮捕，準備送回美國，松本則遭到停職。
尼克想辦法逃下飛機去找松本，並請佳思告訴他怎麼見到菅井。尼克見到了菅井，菅井極度排斥美國，也視佐藤為眼中釘。菅井談起第二次世界大战時原子彈導致的「黑雨」毒害無數性命，也不滿美國價值觀傳入使日本的傳統消失，產生像佐藤這種唯利是圖的人。尼克自稱會幫忙抓到佐藤。之後，一場極道會議在山丘上的舊日式建築進行，決定有關佐藤的事情，尼克和松本躲在一旁伺機而動。菅井與一眾組長要求佐藤切小指以表示歸順，佐藤切了小指後，他安排在外的手下便發動襲擊。混戰當中，尼克追趕逃亡中的佐藤，最終將他壓制，但選擇不殺他，而是親手將他押到日本警局。
事後，尼克和松本得到日本警方的表揚。尼克聲稱模板已毀，但他其實從佐藤手中搶到了正反兩面模板，可以圖大筆非法之財。在尼克回國前，松本真誠地稱尼克是他的好友，最後尼克將藏著模板的一盒衣服當禮物送給松本。松本發現模板後深受感動，嘗試叫住尼克，逐漸走遠的尼克轉頭對他微笑。

## 演員
註：順序以片尾名單為準
- 邁克爾·道格拉斯飾演尼克·康克林（Nick Conklin）警探：隸屬纽约市警察局（NYPD）。
- 安迪·加西亞飾演查理·文生（Charlie Vincent）警探：隸屬NYPD。
- 高仓健飾演松本正博（Masahiro Matsumoto）：大阪府警察（日语：大阪府警察）警部補。
- 凯特·卡普肖飾演佳思（Joyce）：夜總會女郎，來自美國。
- 松田優作飾演佐藤浩史（Koji Sato）：凶狠的年輕極道成員。
- 神山繁（日语：神山繁）飾演大橋（Ohashi）警視，松本的上司。
- 約翰·史賓賽（英语：John Spencer (actor)）飾演奧利佛隊長（Captain Oliver）：隸屬NYPD。
- GUTS石松（日语：ガッツ石松）飾演片山（Katayama）：佐藤的手下。
- 内田裕也飾演梨田（Nashida）：佐藤的手下。
- 若山富三郎飾演菅井國雄（Kunio Sugai）：大阪一帶的極道首領。
- 小野美幸飾演美幸（Miyuki）：夜總會女郎，佐藤的愛人。
- 路易·古茲曼飾演法蘭（Frankie）
- 約翰·科斯特洛（英语：John Costelloe (actor)）飾演小子（The Kid）
- 斯蒂芬·魯特飾演伯格（Berg）警探
- 李察·瑞霍（英语：Richard Riehle）飾演克朗（Crown）警探
- 國村隼飾演吉本（Yashimoto）：佐藤的手下。
- 提姆·凱萊赫（英语：Tim Kelleher (actor)）飾演巴比（Bobby）

此外，安岡力也、田中徹教授與島木讓二飾演菅井的手下。吉姆·伊沙伊達飾演護送官員。阿波地大輔、笹吾朗與伊吹太郎飾演大橋的手下。馮迪·寇蒂斯-霍爾飾演一名警探，奇恩·杨飾演卡拉OK歌手，片岡昇飾演松本的兒子，約西普·艾里克飾演調酒師喬（Joe）。成龍曾受邀擔任武術指導和飾演一個小角色（某個日本反派），但他認為扮演壞人會讓粉絲失望而拒絕。

## 製作

### 發展
1988年1月31日，《洛杉磯時報》報導，邁克爾·道格拉斯將主演電影《黑雨》，該片由史丹利·R·賈菲與雪莉·兰辛一同監製，派拉蒙影業出品，和《致命的吸引力》是相同的陣容。1988年4月，《綜藝雜誌》的「將來電影」（Future Films）單元顯示，雷利·史考特將導演《黑雨》，劇本由克雷格·波洛丁執筆。保罗·范霍文原本會導演《黑雨》，但他為了拍《全面回忆》而放棄。范霍文日後受訪時表示，《黑雨》的相關安排需要花費不少時間，於是他另接片約。
《黑雨》的一大劇情元素為西方文化（美國）與東方文化（日本）的交流與衝突。道格拉斯表示，本片探討了時下美國和日本之間一些未解的關係，雙方對彼此的看法「混合敵意和欽佩，很難釐清」，當中涉及日本對美國文化的模仿，以及隨後日本對美國的經濟優勢，而仍舊鮮明的第二次世界大战記憶也沾染著這一切。史考特點出本片的衝突點在於兩國警察做事方法的差異，而隨著劇情進展，美國警察尼克找回一些在西方已消失的傳統價值觀，例如對榮譽和家庭的意識，而日本警察松本則不再那麼死板，態度變得開放。
1988年年底，電影據稱將於1989年7月在美國上映。1989年2月，派拉蒙影業宣布《黑雨》將於1989年8月4日上映，稍晚《綜藝雜誌》指出上映日期為1989年7月14日。1989年3月，《好萊塢報導》稱檔期為1989年8月11日，不過1989年9月22日才是電影最終上映的日期。1989年博伟出品電影的原定片名為「Hard Rain」，但派拉蒙影業先註冊了該片名，避免觀眾將《黑雨》和那部片搞混。本片銘謝了許多日本廠商，包含电通、日產汽車、松下電器、鈴木公司和百事公司日本分公司。

### 前期製作
史考特、賈菲與兰辛在開拍之前到日本勘景，道格拉斯身兼製片人，但他沒有跟隨。道格拉斯表示，他想要和飾演的角色尼克一樣，以新鮮的目光來看日本，所以他直到進行日本演員的選角環節時才去日本。史考特原先考慮把東京或京都當成主要拍攝地點，看過後他認為這兩座城市又新又乾淨，但建築風格不完全是日本風格。一名了解日本的製片人艾倫·普爾帶著史考特前往大阪，該城市讓史考特滿意，他的評語是：「大阪很大，但又像鄉下。大阪公園很多，也有著彬彬有禮的氛圍，給人一種歐洲的感覺。」日本演員的試鏡在東京帝國飯店進行，為期數天。在導戲時，史考特藉由口譯來和日本演員溝通。

### 拍攝
電影原定於1988年6月15日在日本開拍，但受到1988年美国编剧协会大罢工的影響而延後。兰辛表示，他們先將開拍日改成9月15日，在7月時又往後延到10月15日。罷工在8月7日結束，根據兰辛的說法，劇本寫作在受影響時已進行到85%至90%，還需要兩週來完成。她也稱，如果罷工當初持續更久，電影可能就拍不成了。《黑雨》的主體拍攝於1988年10月31日在日本大阪開始。根據《荷里活報道》，劇組自11月30日起在东京拍片。本片的攝影指導是扬·德邦特，對於影片的視覺風格，他和史考特希望在不像《教父》那麼陰鬱的情況下，仍有相同的戲劇性。德邦特依照史考特的喜好，用煙霧來營造電影氛圍，並使用背光來強調畫面重點。在某些橋段中，德邦特採用玛斯柯照明设备的照明設備，認為其所打的光可以穿透一切，賦予畫面不錯且神秘的感覺。
劇組的原計畫是在日本就地拍完所有日本的橋段，但最終未能達成，一些日本的場景必須回美國拍攝。導致拍攝不易進行的主要原因是美日雙方的文化差異，劇組成員認為日本人的做事方式和美國很不同，兰辛稱這讓他們彷彿身處於主角尼克的處境。日本人處理事務的態度在劇組眼中非常嚴格，且不只表現在處理手續上。在大阪的一座煉鋼廠拍攝時，劇組剛超過約定的拍攝時限，就有日本人員把手擋在攝影機鏡頭前；劇組後續還差點因為超時的違約行為而被沒收4萬美元的訂金。另一方面，日本本土電影並不常在景點實際拍片，史考特與賈菲指出，日本警方的觀念不是協助劇組管制人群，而是希望劇組避免打擾到民眾。史考特舉在道頓堀拍攝時為例，警方要求劇組必須分數天拍攝，且只能在人少的上午3點至6點進行。
根據德邦特的說法，他們在日本拍了幾週後，清楚認知到在當地拍片既貴又麻煩，一天拍攝的費用約是在洛杉矶的兩倍。製片經理比爾·瓦金斯（Bill Watkins）則估計，他們在日本拍攝一天要花約14.5萬美元，而根據過去經驗，在紐約一天是12.5萬，在好萊塢一天是8.5萬。預算的膨脹引起製片商的關注，劇組判斷不能在日本久待，最終提早約一個月離開。德邦特對《美國電影攝影師雜誌》表示，日本人相當合作，但當局儘管事前答應一切，卻在拍攝時給出非常嚴苛的限制，劇組面臨時間嚴重不足和打光的難題。兰辛則稱，日本人對好萊塢到此拍片既沒有興趣也不會歡迎，他們的立場是外國劇組要來拍片就得守規矩。《洛杉磯報導》引用一名大阪官員的說法，指出雙方在拍片時的問題出自文化差異，亦有日本劇組成員點出，美國成員我行我素的態度和對日本習慣的無知使事情無法好好進行。
1989年1月，劇組從日本回到美國繼續拍片，部分拍攝在紐約銀盃製片廠的兩個攝影棚進行。電影中發生在紐約的橋段於紐約實地拍攝，劇組同時也在紐約勘景，找尋可以用來充當日本場景的地點。但是劇組收穫不多，且在紐約拍片也不便宜，便改至洛杉磯一帶搜索，最終因搜索有成而在該地拍攝。煉鋼廠的橋段需要補拍，劇組在加州方塔納拍攝。至1989年3月下旬，《綜藝雜誌》稱本片的主體拍攝已結束。劇組在片尾名單銘謝紐約市長辦公室和纽约市警察局影劇小組的協助。
在大型場景方面，大阪的魚市場是以實地拍攝，市場裡的魚也都是真貨。劇組原本多次申請在該地拍攝未果，在要離開日本時，日本當局同意讓劇組以高價拍攝一個週末。德邦特等人判斷，該場景有很多臨時演員，很難在美國拍攝，於是便付了鉅款。該魚市場很暗，德邦特注意到許多類似舊式燈籠的燈，覺得效果不錯，便準備了約一百個，這些在銀幕上亮相的同時也為市場提供照明。另有一些日本的大型場景是在美國以布景拍攝，其中最大的布景是大阪的夜總會。夜總會的布景蓋在派拉蒙影業的攝影棚，非常高科技且現代化，布景長150英尺（46）以上，大約3層樓高。另一個大型布景是片尾的極道日式會所，搭建於纳帕谷，德邦特稱納帕谷有著和日本相同的山丘、樹種和晨霧。德邦特很滿意會所，並稱當地的酒莊甚至想保留布景來當成餐廳。

### 配樂

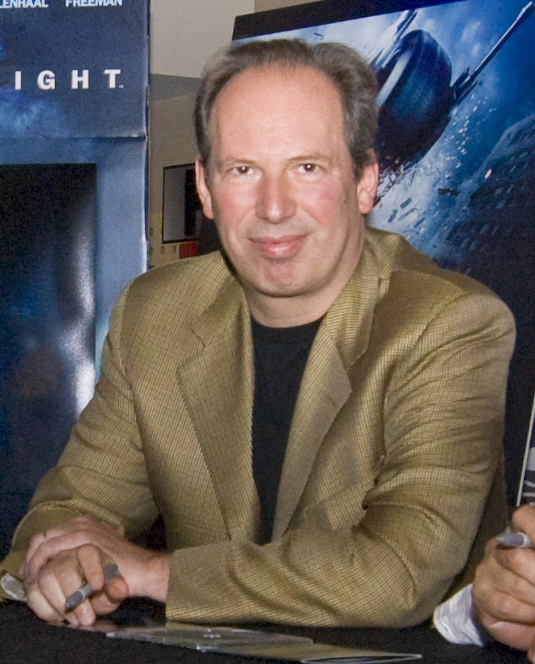
漢斯·季默（攝於2008年）負責譜寫本片的配樂

本片的配樂由漢斯·季默操刀，是他與史考特多次合作中的第一次，也是他第一次為動作片譜寫配樂。季默當時在同一個月內為本片和《为黛茜小姐开车》譜曲。為動作片配樂是季默當初的夢想，他自認為《黑雨》寫的配樂非常有原創性，不過也稱那只是因為當時缺少對動作片配樂的知識。
在日後的訪談中，季默表示他在《黑雨》中創造了新的動作片配樂風格，電影上映後受到業界的群起模仿，許多動作片都使用了鼓和音序器來配樂。不過他也在訪談中表示，兰辛非常不喜歡他做的配樂，受此影響，季默譜寫的一套長約20分鐘的配樂「Black Rain Suite」在片中僅使用了一小部分。季默稱兰辛曾在派拉蒙影業內部試映結束後當場指責他，讓他直接昏厥。
本片的電影原聲帶於1989年由維京唱片發行。La-La Land Records在2012年9月25日限量發行三千份的雙碟版原聲帶，包含更多曲目，第一碟完整收錄季默譜寫的配樂（部分未用於電影中），第二碟為1989年電影原聲帶的重製版外加額外曲目。
原聲帶曲目列表（1989年）
| 曲目表   | 曲目表                                   | 曲目表                                                 | 曲目表                       | 曲目表 |
| 曲序     | 曲目                                     | 词曲                                                   | 演出者                       | 时长   |
| -------- | ---------------------------------------- | ------------------------------------------------------ | ---------------------------- | ------ |
| 1.       | Livin' on the Edge of the Night          | 傑伊·里夫金 / 艾瑞克·拉金（Eric Rackin）               | 伊基·波普                    | 3:38   |
| 2.       | The Way You Do the Things You Do         | 史摩基·羅賓森 / 勞勃·羅傑斯                            | UB40                         | 3:15   |
| 3.       | Back to Life (Jam on the Groove Mix)     | 貝雷斯福德·羅密歐 / 賽門·洛 / 保羅·霍柏（Paul Hooper） | Soul II Soul / 卡朗·惠勒     | 5:08   |
| 4.       | Laserman                                 | 坂本龍一                                               | 坂本龍一                     | 4:09   |
| 5.       | Singing in the Shower                    | 羅恩·梅爾 / 羅素·梅爾                                  | Les Rita Mitsouko / 火花樂團 | 4:23   |
| 6.       | I'll Be Holding On                       | 漢斯·季默 / 威爾·詹寧斯                                | 格雷格·奧爾曼                | 5:38   |
| 7.       | Black Rain Suite: Sato                   | 漢斯·季默                                              | 漢斯·季默                    | 4:45   |
| 8.       | Black Rain Suite: Charlie Loses His Head | 漢斯·季默                                              | 漢斯·季默                    | 7:05   |
| 9.       | Black Rain Suite: Sugal                  | 漢斯·季默                                              | 漢斯·季默                    | 6:50   |
| 10.      | Black Rain Suite: Nick and Masa          | 漢斯·季默                                              | 漢斯·季默                    | 2:56   |
| 总时长： | 总时长：                                 | 总时长：                                               | 总时长：                     | 47:47  |

原聲帶曲目列表（2012年）
| 第一碟   | 第一碟                                    | 第一碟 |
| 曲序     | 曲目                                      | 时长   |
| -------- | ----------------------------------------- | ------ |
| 1.       | Sato Pt. 1/One-Way Glass                  | 6:34   |
| 2.       | Osaka/Phony Cops                          | 1:46   |
| 3.       | You Gonna Be Nice?/Sato Pt. 2             | 5:21   |
| 4.       | Sato Watching/Circling Motorbikes         | 1:59   |
| 5.       | Sugai's Photo/Sato Pt. 3                  | 3:58   |
| 6.       | Sato Pt. 4                                | 2:05   |
| 7.       | Charlie Loses His Head                    | 8:22   |
| 8.       | Sequins                                   | 2:42   |
| 9.       | Masa's Reprimand / Sugai Pt. 1            | 5:33   |
| 10.      | The Steel Mill                            | 2:45   |
| 11.      | Steel Mill Chase/Airplane/Escape          | 6:18   |
| 12.      | Sugai Pt. 2                               | 8:50   |
| 13.      | Arrival of Oyabuns/Sato's Arrival/Meeting | 7:55   |
| 14.      | Bikes/Fight/Nick and Masa                 | 9:29   |
| 总时长： | 总时长：                                  | 74:09  |

| 第二碟 | 第二碟                               | 第二碟                                                 | 第二碟                       | 第二碟 |
| 曲序   | 曲目                                 | 词曲                                                   | 演出者                       | 时长   |
| ------ | ------------------------------------ | ------------------------------------------------------ | ---------------------------- | ------ |
| 1.     | Livin' on the Edge of the Night      | 傑伊·里夫金 / 艾瑞克·拉金（Eric Rackin）               | 伊基·波普                    | 3:38   |
| 2.     | The Way You Do the Things You Do     | 史摩基·羅賓森 / 勞勃·羅傑斯                            | UB40                         | 3:15   |
| 3.     | Back to Life (Jam on the Groove Mix) | 貝雷斯福德·羅密歐 / 賽門·洛 / 保羅·霍柏（Paul Hooper） | Soul II Soul / 卡朗·惠勒     | 5:07   |
| 4.     | Laserman                             | 坂本龍一                                               | 坂本龍一                     | 4:48   |
| 5.     | Singing in the Shower                | 羅恩·梅爾 / 羅素·梅爾                                  | Les Rita Mitsouko / 火花樂團 | 4:22   |
| 6.     | I'll Be Holding On                   | 漢斯·季默 / 威爾·詹寧斯                                | 格雷格·奧爾曼                | 5:38   |
| 7.     | Sato                                 | 漢斯·季默                                              | 漢斯·季默                    | 4:45   |
| 8.     | Charlie Loses His Head               | 漢斯·季默                                              | 漢斯·季默                    | 7:05   |
| 9.     | Sugal                                | 漢斯·季默                                              | 漢斯·季默                    | 6:50   |
| 10.    | Nick and Masa                        | 漢斯·季默                                              | 漢斯·季默                    | 2:56   |

| 第二碟的額外曲目（Bonus Track） | 第二碟的額外曲目（Bonus Track）                             | 第二碟的額外曲目（Bonus Track） | 第二碟的額外曲目（Bonus Track） |
| 曲序                            | 曲目                                                        | 演出者                          | 时长                            |
| ------------------------------- | ----------------------------------------------------------- | ------------------------------- | ------------------------------- |
| 11.                             | Airplane Muzak (source)                                     | 雪莉·沃克                       | 2:05                            |
| 12.                             | Charlie Loses His Head Pt. 1 (alternate percussion)         |                                 | 2:32                            |
| 13.                             | Charlie Loses His Head Pt. 2 (alternate with koto and oboe) |                                 | 2:47                            |
| 14.                             | Masa's Reprimand (alternate)                                |                                 | 1:49                            |
| 15.                             | Bikes / Fight (alternate)                                   |                                 | 3:18                            |
| 16.                             | Bikes (percussion only)                                     |                                 | 1:35                            |
| 17.                             | Charlie Loses His Head (monks wild)                         |                                 | 2:12                            |
| 18.                             | I'll Be Holding On (main title version)                     | 格雷格·奧爾曼                   | 2:36                            |
| 总时长：                        | 总时长：                                                    | 总时长：                        | 74:09                           |

其他電影中使用的非原創曲目
- Beyond the Sea（英语：Beyond the Sea (song)）

詞曲：夏尔·特雷内 / 傑克·勞倫斯
演出者：巴比·达林
- Kasa Odori

錄製者：瑪莉·伊凡（Mary Evans）
出自《Traditional Folk Dances of Japan》
- Ogi no Mato

演出者：Ensemble Nipponia
出自《Japanese Traditional Vocal & Instrumental Music》
- That's Amore

詞曲：傑克·布魯克斯 / 哈利·華倫
- 《Japan Its Sounds And People》的部分音軌
- 我說了什麼[註 6]

詞曲：雷·查尔斯

## 上映
《黑雨》於1989年9月22日在美國院線上映，發行商為派拉蒙影業。本片後於1989年10月7日在日本上映，並是第3屆東京國際電影節的特別招待作品。演員松田優作於同年11月6日逝世，享年40歲，本片成為他的遺作。
在本片上映的同一年，另有一部今村昌平執導的日本電影《黑雨》問世，其英文片名和本片同為「Black Rain」。派拉蒙影業的製片總裁蓋瑞·盧切西表示，他們公司直到本片上映前一個月才注意到此事。美國電影協會有針對片名註冊的規矩，以避免相同或類似的片名，不過那部日本電影因為在美國尚無代理商，所以不受影響。兩部同名電影在中文圈導致混淆，第26屆金馬國際影展的最佳外片被部分網站誤植為本片，但實際得獎者是同名的日本電影。另一方面，《洛杉磯時報》曾報導，有意見認為本片的官方日文片名中的是錯誤的，猜測片商使用了純粹的音譯，該片假名組合在日文中沒有意義。

### 票房
在美國，本片與《血染的季節》同周上映，於首映週末透過1610家電影院收穫967萬美元，排名第一。《洛杉磯時報》認為該票房表現相當好，媲美佳節電影。次週末收穫650萬美元，蟬聯冠軍。第三個週末適逢三天連假，週一因逢美國的原住民日、贖罪日和加拿大的感恩節而放假。本片收穫610萬美元，三度排名第一。第四個週末收穫344萬美元，排名第五。根據Box Office Mojo，本片在美國的最終票房是46,212,055美元。
本片在日本收穫13.5億日圓（配給收入）的票房，是該年度外國電影的第五名。本片在臺灣也是年度外片票房第五名。Box Office Mojo的數據顯示，本片在美國以外的總票房約為8,800萬美元，全球合計1.34億美元。
| 週次 | 上映院數 | 週末票房 （單位：美元） | 累積票房 （單位：美元） | 週末名次 | 備註 |
| ---- | -------- | ----------------------- | ----------------------- | -------- | ---- |
| 1    | 1610     | 967萬                   | 967萬                   | 第1名    |      |
| 2    | 1610     | 650萬                   | 1923萬                  | 第1名    |      |
| 3    | 1760     | 610萬                   | 2739萬                  | 第1名    |      |
| 4    | 1760     | 344萬                   | 3240萬                  | 第5名    |      |
| 5    | 1615     | 284萬                   | 3611萬                  | 第4名    |      |
| 6    | 1202     | 175萬                   | 3871萬                  | 第6名    |      |
| 7    | 901      | 156萬                   | 4089萬                  | 第11名   |      |
| 8    | 747      | 140萬                   | 4282萬                  | 第10名   |      |

## 評價

### 影評
| 綜合得分     | 綜合得分 |
| 來源         | 評分     |
| ------------ | -------- |
|              | 56/100   |
| 爛番茄       | 54/100   |
| 評論得分     |          |
| 來源         | 評分     |
| 芝加哥太陽報 | [ 66 ]   |
| 芝加哥論壇報 | [ 67 ]   |

《黑雨》獲得褒貶不一的評價。根据評論匯總网站爛番茄汇总的24篇评论文章，54%的评论家给予该作正面评价，平均打分为5.30分（满分10分）。该网站总结的评论家共识是“《黑雨》不乏雷利·史考特的導演才華，但片中呆板的故事在此類電影中一點也不顯出色。”在Metacritic網站上，本片得到「褒貶不一或中庸」的綜合評分，獲得了56/100分（18位影評人）。據美國CinemaScore所進行的調查，觀眾的平均評價於A+至F間落於「B+」。
影評點出本片的故事帶有警察搭檔片及「如魚離水」（fish out of water）的元素，情節發展受到一些影評人的明顯批評。《洛杉磯時報》的麥可·威爾明頓（Michael Wilmington）指出日本和美國之間的主題很有潛力，但是編劇只遵循1980年代的劇情套路，創造出「缺乏想像力」（unimaginative）的故事。《芝加哥太陽報》的罗杰·埃伯特認為本片的「單薄」（thin）劇情有著「前後不一致、不具說服力和陳腔濫調」的毛病。《华盛顿邮报》的麗塔·肯普利（Rita Kempley）則批評導演因為動作戲而忽略了劇情，且電影節奏在收尾階段變弱。
片中的視覺呈現與氛圍備受影評人評論，《綜藝雜誌》評論道：「因為導演是雷利·史考特，《黑雨》大概九成是氣氛，一成是故事。」伊伯特在影評中寫道，本片的主要色調是鋼灰色（steel gray）、陰鬱的藍色和濕漉漉的水泥，偶爾會因霓虹燈看板、流瀉的火花和汽車爆炸而亮起，顯出陰沉的整體氣氛。《纽约时报》的影評人文森·坎比認為劇組捕捉到當代都市化日本的獨特樣貌，並稱讚攝影指導扬·德邦特和美術指導諾里斯·史賓賽（Norris Spencer）的表現。威爾明頓覺得，因為本片充滿吸引力的拍攝手法，觀眾不是在看電影，而是彷彿被吸進去一般。許多影評人將本片中的大阪與《银翼杀手》（同由史考特導演）裡的洛杉磯做比對。伊伯特認為兩者之間足以聯想，但不同之處在於《黑雨》中的城市背景太過搶戲，壓過了角色。坎比和威爾明頓認為片中的城市少去了《银翼杀手》中的衰敗感。
角色和演員方面，伊伯特認為邁克爾·道格拉斯的表現冷漠且疏遠，無法令人共感。坎比認為松田優作是本片的最佳演員，並稱道格拉斯演得很拚命，可是尼克這個角色既不有趣又無魅力。安迪·加西亞飾演搭檔的表現得到讚賞，不過一些影評人批評由凯特·卡普肖飾演夜總會女郎相當沒有說服力。
整體而言，《纽约时报》的文森·坎比認為本片也許不高明，但視覺觀感很好。《芝加哥論壇報》的吉恩·西斯克爾認為出色的攝影和畫面只凸顯了劇情的短處。伊伯特覺得本片注重觀感而沒有真心，如果能找對電影風格，本片可以很具娛樂性。威爾明頓認為史考特對視覺效果的投注，使本片成了物質層面勝過思想層面的例子：「（本片是）純感官的爆發，缺少深度但十分耀眼，有如出色的搖滾旋律。」肯普利認為本片既美又糟糕，如同史考特那些單純悅目的作品。時至2020年代的今日，本片在一些知名媒體的史考特作品排名中經常排在中後段。

### 獎項
| 獎名/影展名    | 頒獎日期      | 獎項         | 入圍者                                                   | 結果 | 來源   |
| -------------- | ------------- | ------------ | -------------------------------------------------------- | ---- | ------ |
| 日本電影學院獎 | 1990年2月23日 | 最佳外語片獎 | 《黑雨》                                                 | 提名 | [ 78 ] |
| 奥斯卡金像奖   | 1990年3月26日 | 最佳音響     | 唐纳德·米切尔、凯文·奥康奈尔、格雷格·拉塞尔與基思·韦斯特 | 提名 | [ 79 ] |
| 奥斯卡金像奖   | 1990年3月26日 | 最佳音效剪輯 | 米爾頓·伯羅與威廉·曼傑                                   | 提名 | [ 79 ] |

## 家用媒體與串流
1990年4月，派拉蒙影業在美國發行了本片的VHS版本。DVD版有兩種版本：派拉蒙寬銀幕珍藏輯（Paramount Widescreen Collection）和特別收藏版（Special Collector's Edition），分別於1999年和2006年上市。藍光光碟在2007年1月23日首發。在亞洲地區，臺灣和香港都有發行影碟。VOD與串流媒體方面，本片曾於Amazon Prime Video與Apple TV+上架。

## 電影小說
本片的電影小說由邁克·柯更（Mike Cogan）執筆，改寫自電影劇本，於1989年由口袋書店出版。
小說書目
| 書名 | 出版社           | 出版日期  | 叢書 | 規格 | 頁數  | ISBN               | 備註   |
| ---- | ---------------- | --------- | ---- | ---- | ----- | ------------------ | ------ |
|      | 口袋書店（美國） | 1989年9月 |      |      | 219頁 | ISBN 0-671-68969-X | [ 93 ] |

## 備註
1. ↑  從後續劇情可知是美元的偽鈔模板，做工完美。
2. ↑  原文：
3. ↑  原文：
4. ↑  原文：
5. ↑  日本版原聲帶標示的曲目名為（JAZZ#1）[43]。該曲另收錄在個人專輯《BEAUTY》，改題為（Calling From Tokyo）[44]。
6. ↑  在電影中由查理·文生（安迪·加西亞飾演）與松本正博（高仓健飾演）演唱。
7. ↑  僅計算臺北市票房。
8. ↑  原文：
9. ↑  原文：
10. ↑  原文：
11. ↑  見以下文獻：[72][69][66][70]
12. ↑  原文：
13. ↑  原文：
14. ↑  見以下文獻：[73][74][75][76][77]

## 腳註
1. 1 2  . British Board of Film Classification.   [2023-12-31]. （原始内容存档于2023-12-31） （英语）.
2. 1 2  《中華民國電影年鑑1990》 1990，第387頁.
3. 1 2 3 4  . Box Office Mojo.   [2023-11-01]. （原始内容存档于2023-01-31） （英语）.
4. 1 2  . AFI Catalog.   [2023-10-17]. （原始内容存档于2023-10-18） （英语）.
5. ↑  Gilbey, Ryan. . The Independent. 1994-05-31  [2024-01-18]. （原始内容存档于2024-01-18） （英语）.
6. ↑  Logan 1994，第35頁.
7. 1 2  Klady, Leonard. . Los Angeles Times. 1988-01-31  [2023-10-17]. （原始内容存档于2023-10-18） （美国英语）.
8. ↑  . Variety 330 (9). 1998-03-23: 17 （英语）.ProQuest 1286096880
9. ↑  . Variety 331 (1). 1998-04-27: 8, 26 （英语）.ProQuest 1438479540
10. ↑  Smith, Adam; Williams, Owen. . Empire. 2014-12-02  [2023-12-29]. （原始内容存档于2020-06-10） （英语）.
11. 1 2 3 4 5 6 7 8 9 10  Chase, Donald. . The New York Times. 1989-09-17  [2023-10-05]. （原始内容存档于2023-08-05） （美国英语）.
12. ↑  Hersey, Bill. . The Hollywood Reporter 305 (19). 1988-12-06: I-5 （英语）.ProQuest 2826319168
13. ↑  Eller, Claudia. . The Hollywood Reporter 305 (19). 1989-02-17: 6, 57 （英语）.ProQuest 2826353100
14. ↑  . Variety 334 (5). 1989-02-22: 92, 98, 104, 109, 114, 123 （英语）.ProQuest 1438514384
15. ↑  Grove, Martin A. . The Hollywood Reporter 306 (43). 1989-03-23: 4 （英语）.ProQuest 2859060945
16. 1 2  Harmetz, Aljean. . The New York Times. 1989-09-27  [2023-10-05]. （原始内容存档于2021-12-12） （美国英语）.
17. 1 2 3  《黑雨》片尾名單
18. 1 2 3 4  . Variety 332 (4). 1998-08-17: 8, 24 （英语）.ProQuest 1438506510
19. ↑  Harmetz, Aljean. . The New York Times. 1988-08-08  [2023-10-17]. （原始内容存档于2018-06-12） （美国英语）.
20. ↑  Beck, Marilyn. . New York Daily News: 34. 1988-05-30  [2023-10-17] –Newspapers.com （美国英语）.
21. ↑  . Variety 333 (2). 1998-11-02: 6 （英语）.ProQuest 1438514797
22. ↑  . The Hollywood Reporter 305 (24). 1988-12-13: 52-54, 56-57 （英语）.ProQuest 2826318444
23. 1 2 3 4  Wiener 1989，第44頁.
24. ↑  Wiener 1989，第44-45頁.
25. 1 2 3 4 5 6  Smith, Stacy Jenel; Laroi, Vibeke. . Los Angeles Times. 1989-07-26: Section VI, p. 1, 8  [2023-10-05] –Newspapers.com （美国英语）.
26. 1 2 3 4 5  Wiener 1989，第45頁.
27. ↑  . Variety 333 (11). 1989-01-04: 18 （英语）.ProQuest 1438512910
28. ↑  Vaughn, Christopher. . The Hollywood Reporter 305 (49). 1989-01-19: 10, 16 （英语）.ProQuest 2859072137
29. ↑  . Variety 334 (9). 1989-03-22: 17 （英语）.ProQuest 1438527599
30. 1 2 3 4 5 6  Wiener 1989，第47頁.
31. 1 2  Wiener 1989，第46頁.
32. 1 2 3 4 5 6 7  . La-La Land Records.   [2012-09-27]. （原始内容存档于2012-09-27） （英语）.
33. ↑  Schmidlin, Charlie. . IndieWire. 2013-03-27  [2024-01-21] （美国英语）.
34. 1 2 3 4  Black, Edwin. . Chicago Tribune. 1998-12-06: Section 7 Page 18  [2024-01-21] –Newspapers.com （美国英语）.
35. ↑  . CNN.   [2024-01-21]. （原始内容存档于2023-10-04） （英语）.
36. ↑  Roland, Regina. . Deutsche Welle. 2017-09-12  [2024-01-21]. （原始内容存档于2024-03-04） （英语）.
37. ↑  Goldwasser, Dan. . Soundtrack.Net. 2006-11-02  [2024-01-21]. （原始内容存档于2012-02-07） （英语）.
38. ↑  Das, David. . The Society of Composers and Lyricists. 2009-10-29  [2024-01-21]. （原始内容存档于2024-03-15） （美国英语）.
39. 1 2   (booklet). Virgin Records. 1989 （英语）.
40. 1 2  . Soundtrack.Net.   [2024-01-21]. （原始内容存档于2022-09-20） （英语）.
41. ↑  . Soundtrack.Net.   [2024-01-21]. （原始内容存档于2021-09-22） （英语）.
42. ↑  . ASIN B009QMTPVS （英语）.
43. ↑  . .   [2024-01-21] （日语）.
44. ↑  . .   [2024-01-21] （日语）.
45. ↑  . Box Office Mojo.   [2023-10-17]. （原始内容存档于2023-01-31） （英语）.
46. ↑  . KINENOTE（日语：キネマ旬報映画データベース）.   [2024-01-14]. （原始内容存档于2022-08-19） （日语）.
47. ↑  . .   [2024-12-20]. （原始内容存档于2016-08-23） （日语）.
48. 1 2   . . 1989-11-07: 31 （日语）.
49. ↑  Associated Press. . The New York Times. 1989-11-09  [2024-01-14]. （原始内容存档于2023-02-01） （美国英语）.
50. 1 2  咕魯叔電癮史. . CATCHPLAY+ 編看編談. 2023-11-28  [2023-12-22] （中文（臺灣））.
51. ↑  . 《民生報》. 1989-12-10: 第10版 （中文（臺灣））.
52. ↑  Wilson, John M. . Los Angeles Times. 1989-09-17  [2023-11-24]. （原始内容存档于2023-11-24） （美国英语）.
53. ↑  . Box Office Mojo.   [2023-10-31]. （原始内容存档于2023-10-31） （英语）.
54. 1 2  Cerone, Daniel. . Los Angeles Times. 1989-10-03  [2023-10-31]. （原始内容存档于2023-10-31） （美国英语）.
55. ↑  Cerone, Daniel. . Los Angeles Times. 1989-09-26  [2023-10-31]. （原始内容存档于2023-10-31） （美国英语）.
56. ↑  . Box Office Mojo.   [2023-10-31]. （原始内容存档于2023-10-31） （英语）.
57. ↑  Cerone, Daniel. . Los Angeles Times. 1989-10-11  [2023-11-01]. （原始内容存档于2023-11-01） （美国英语）.
58. ↑  . Box Office Mojo.   [2023-10-31]. （原始内容存档于2023-12-30） （英语）.
59. ↑  . Box Office Mojo.   [2023-10-31]. （原始内容存档于2022-12-06） （英语）.
60. ↑  Cerone, Daniel. . Los Angeles Times. 1989-10-17  [2023-11-01]. （原始内容存档于2023-11-01） （美国英语）.
61. ↑  . .   [2023-11-01]. （原始内容存档于2016-09-10） （日语）.
62. ↑  《中華民國電影年鑑1990》 1990，第143頁.
63. ↑  . Box Office Mojo.   [2023-10-31]. （原始内容存档于2023-12-15） （英语）.
64. 1 2  . Metacritic.   [2023-11-09]. （原始内容存档于2024-01-20） （英语）.
65. 1 2  . Rotten Tomatoes.   [2023-11-09]. （原始内容存档于2023-12-26） （英语）.
66. 1 2 3 4 5 6 7 8 9 10  Ebert, Roger. . RogerEbert.com. 1989-09-22  [2024-01-19]. （原始内容存档于2023-04-04） （英语）.
67. 1 2  Siskel, Gene. . Chicago Tribune. 1989-09-22  [2024-01-19]. （原始内容存档于2024-01-19） （英语）.
68. ↑  需在下面的搜索框输入电影原名，页面会自动显示评分：. CinemaScore.   [2022-03-31]. （原始内容存档于2017-09-16） （英语）.
69. 1 2 3 4 5 6  Kempley, Rita. . The Washington Post. 1989-09-22  [2024-01-19]. （原始内容存档于2020-09-25） （英语）.
70. 1 2 3 4 5 6 7  Wilmington, Michael. . Los Angeles Times. 1989-09-22  [2024-01-19]. （原始内容存档于2023-04-04） （美国英语）.
71. 1 2  Variety Staff. . Variety. 1989-01-01  [2024-01-19]. （原始内容存档于2023-06-07） （美国英语）.
72. 1 2 3 4 5 6 7  Canby, Vincent. . The New York Times. 1989-09-22  [2024-01-19]. （原始内容存档于2023-04-04） （美国英语）.
73. ↑  Bradshaw, Peter. . The Guardian. 2021-11-04  [2024-01-19] （英国英语）.
74. ↑  Fox, Audrey. . /Film. 2022-01-12  [2024-01-19]. （原始内容存档于2024-04-06） （美国英语）.
75. ↑  Urquhart, Jeremy. . Collider. 2023-07-13  [2024-01-19]. （原始内容存档于2023-12-08） （英语）.
76. ↑  Tobias, Scott. . Vulture. 2023-11-22  [2024-01-19]. （原始内容存档于2023-12-05） （英语）.
77. ↑  Dunn, Margaret. . Esquire. 2023-11-30  [2024-01-19]. （原始内容存档于2024-01-19） （美国英语）.
78. ↑  . .   [2023-12-08]. （原始内容存档于2019-01-17） （日语）.
79. ↑  . www.oscars.org. Academy of Motion Picture Arts and Sciences.   [2023-12-11]. （原始内容存档于2019-11-01） （英语）.
80. ↑  Atkinson, Terry. . Los Angeles Times. 1990-04-20  [2024-01-20]. （原始内容存档于2024-01-20） （美国英语）.
81. ↑  . ASIN 6305278016 （英语）.
82. ↑  . ASIN B000GG4Y3M （英语）.
83. ↑  . The Boston Globe. 1999-02-14  [2024-10-22] –Newspapers.com （美国英语）.
84. ↑  . The Saginaw News（英语：The Saginaw News）: D15. 1999-02-18  [2024-10-22] –Newspapers.com （美国英语）.
85. ↑  King, Susan. . Los Angeles Times. 2006-10-10  [2024-01-20]. （原始内容存档于2024-01-20） （美国英语）.
86. ↑  Bracke, Peter. . High Def Digest. 2007-01-22  [2024-01-20]. （原始内容存档于2024-01-20） （英语）.
87. ↑  Broadwater, Casey. . Blu-ray.com. 2009-08-13  [2024-01-20]. （原始内容存档于2024-01-20） （英语）.
88. ↑  . PDV-1005 （中文（臺灣））.
89. ↑  . EAN 4717985201228 （中文（臺灣））.
90. ↑  . EAN 4893272110449 （中文（香港））.
91. ↑  . Amazon Prime Video.   [2024-01-20]. （原始内容存档于2024-01-20） （英语）.
92. ↑  . Apple TV+.   [2024-01-20]. （原始内容存档于2024-01-20） （美国英语）.
93. ↑  . WorldCat.

### 延伸資料
雜誌
- . キネマ旬報 (). 1989, (1020) （日语）.doi:10.11501/7906090